# Prealpi di Vaucluse
Le Prealpi di Vaucluse (dette anche Prealpi Occidentali di Provenza) sono un gruppo montuoso prealpino che si trova nei dipartimenti francesi delle Alpi dell'Alta Provenza e Vaucluse. La montagna più alta è il Mont Ventoux che raggiunge i 1.912 m s.l.m..

## Classificazione

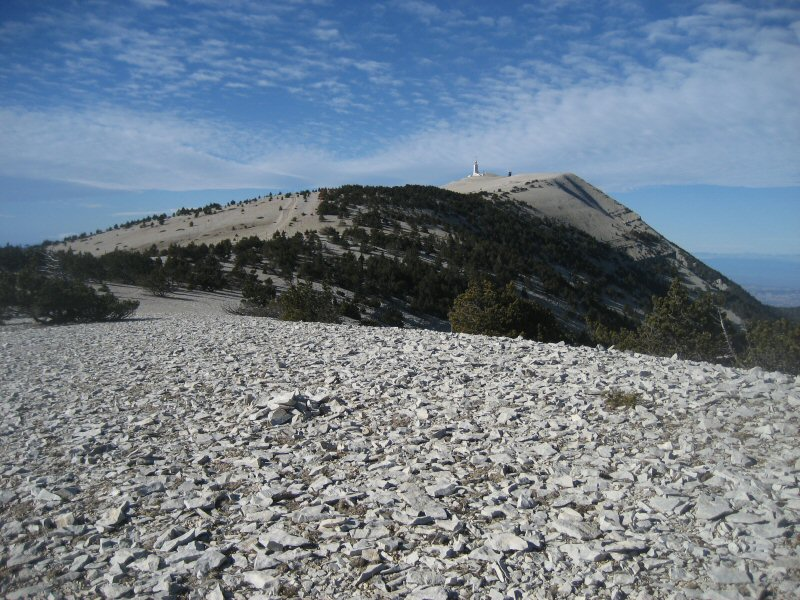
Mont Ventoux

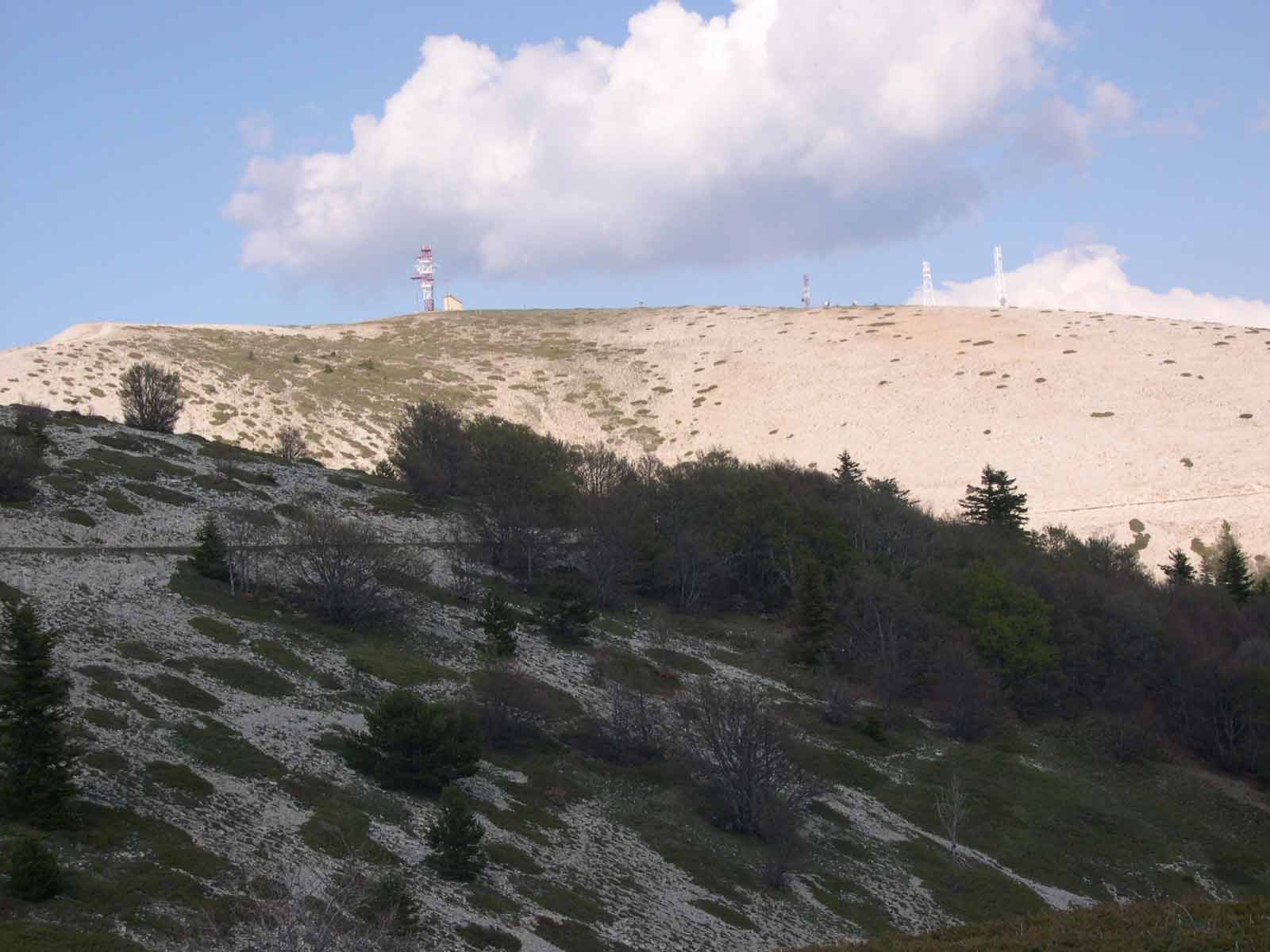
Montagna di Lura

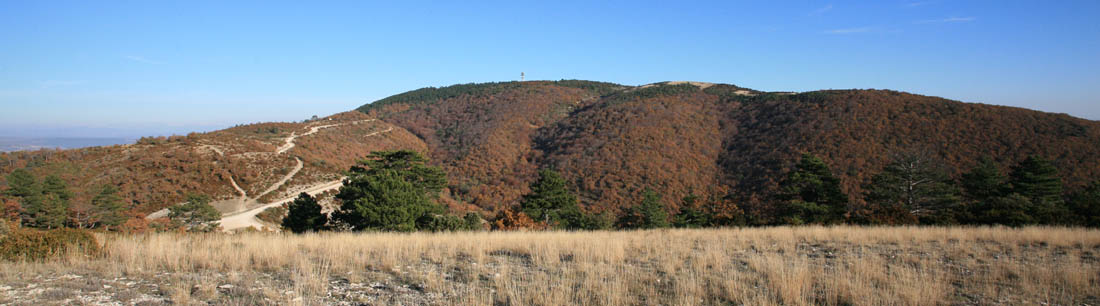
Mourre Nègre

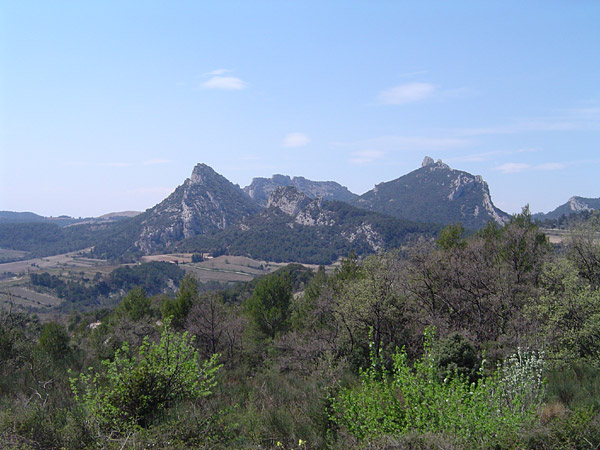
Dentelles de Montmirail

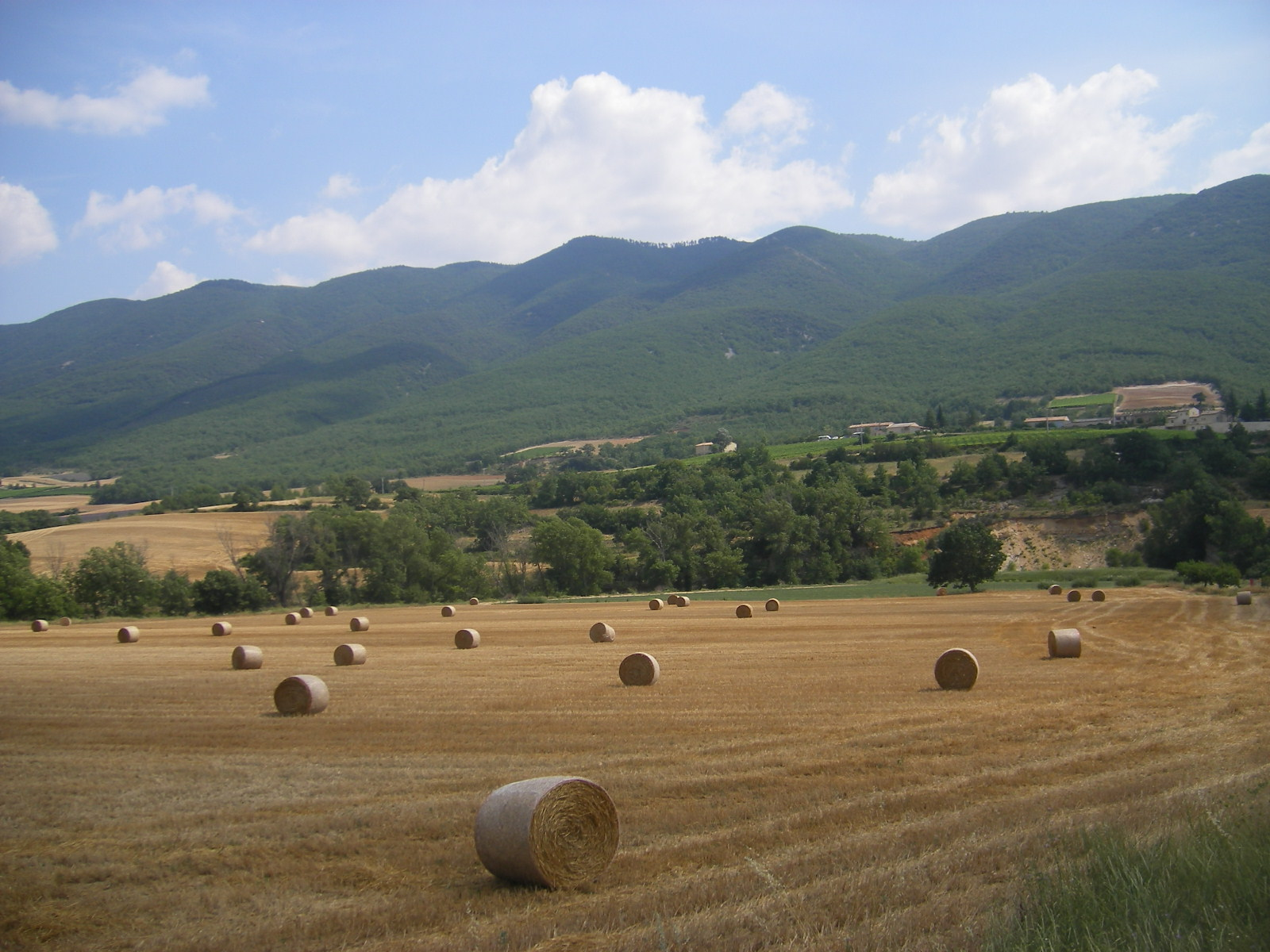
Massiccio del Luberon

Secondo la Partizione delle Alpi del 1926 le Prealpi di Vaucluse appartenevano alle Prealpi del Delfinato. Giustamente la SOIUSA le considera appartenenti alle Prealpi di Provenza perché si trovano in Provenza e non nel Delfinato.
La letteratura specialistica francese le considera un massiccio montuoso a sé stante.
La SOIUSA vede le Prealpi di Vaucluse come una sottosezione alpina e vi attribuisce la seguente classificazione:
- Grande parte = Alpi Occidentali
- Grande settore = Alpi Sud-occidentali
- Sezione = Alpi e Prealpi di Provenza
- Sottosezione = Prealpi di Vaucluse
- Codice = I/A-3.IV

## Suddivisione
Secondo la SOIUSA le Prealpi di Vaucluse si suddividono in due supergruppi, cinque gruppi e 14 sottogruppi:
- Monti di Vaucluse e di Lura (A)
  - Catena di Lura (A.1)
    - Gruppo Albion-Faye-Néoures (A.1.a)
      - Montagna d'Albion (A.1.a/a)
      - Cresta della Faye e del Grand Collet (A.1.a/b)
      - Cresta Néoures-Crapon (A.1.a/c)

    - Montagna di Lura (A.1.b)
    - Creste Meridionali di Lura (A.1.c)
      - Cresta Gamby-Saint Pierre (A.1.c/a)
      - Cresta Saint Étienne-Sigonce (A.1.c/b)
      - Cresta di Tourdeaux (A.1.c/c)

  - Catena Palle-Mare-Chanteduc (A.2)
    - Gruppo Palle-Riable-Pied du Mulet (A.2.a)
    - Gruppo Mare-Crête de l'Ane-Ubac (A.2.b)
    - Gruppo Chanteduc-Platte (A.2.c)

  - Catena del Mont Ventoux (A.3)
    - Gruppo del Mont Ventoux (A.3.a)
    - Montagne Meridionali del Mont Ventoux (A.3.b)
    - Gruppo della Plate (A.3.c)
    - Gruppo delle Dentelles de Montmirail (A.3.d)

  - Montagne del Plateau de Vaucluse (A.4)
    - Plateau de Vaucluse et d'Albion (A.4.a)
      - Platerau d'Albion (A.4.a/a)
      - Plateau de Vaucluse (A.4.a/b)

    - Gruppo Saint Pierre-Buisseron (A.4.b)
- Massiccio del Luberon (B)
  - Catena del Luberon  (B.5)
    - Cresta del Grand Garbeyron (B.5.a)
    - Montagna del Luberon  (B.5.b)
      - Grand Luberon (B.5.b/a)
      - Petit Luberon (B.5.b/b)

## Montagne
- Mont Ventoux - 1.912 m
- Montagna di Lura - 1.826 m
- Montagne de Mare - 1.603 m
- Montagne de Chanteduc - 1.560 m
- Montagne de Palle - 1.484 m
- Mourre Nègre - 1.125 m
- Dentelles de Montmirail - 730 m